# Back to the Mansion
Back to the Mansion è il quindicesimo album in studio del gruppo rock canadese April Wine, pubblicato nel 2001.

## Tracce
Tutte le tracce sono di Myles Goodwyn eccetto dove indicato.
1. Won't Go There – 3:29
2. Talk to Me – 3:44
3. Paradise – 4:53
4. Holiday (Brian Greenway) – 4:10
5. I'll Give You That – 4:28
6. Wish I Could Sing – 4:00
7. Looking for a Place (We've Never Been) (Goodwyn, Barry Stock) – 3:33
8. Falling Down (Goodwyn, Stock) – 3:29
9. In Your World (Greenway) – 4:20
10. Won't Walk That Road No More – 3:49
11. I Am a Rock (Paul Simon) – 3:58

## Formazione

### Gruppo
- Myles Goodwyn – voce, chitarra, tastiere
- Brian Greenway – voce, chitarre
- Jim Clench – basso, cori
- Jerry Mercer – batteria, cori

### Ospiti
- Barry Stock – chitarre